# Stefan Weber (Offizier, 1970)
Stefan Weber (* 13. Dezember 1970 in Braunschweig) ist ein Brigadegeneral des Heeres der Bundeswehr. Seit November 2024 ist er Vizepräsident des Bundesamtes für das Personalmanagement der Bundeswehr in Köln.

## Werdegang
Weber trat am 1. Juni 1989 bei der 3. Kompanie des Jägerbataillons 521 in Northeim in die Bundeswehr ein. Bis September 1992 absolvierte er verschiedene Verwendungen als Gruppen- und Zugführer in den Jägerbataillonen 521 und 542 sowie die Ausbildung an der Offizierschule des Heeres in Hannover und der Infanterieschule in Hammelburg. Von Oktober 1992 bis August 1997 absolvierte er ein Studium der Rechtswissenschaft an der Universität Bielefeld, welches er mit dem Ersten juristischen Staatsexamen abschloss. Im Anschluss wurde er als S 3-Offizier in der G 3-Abteilung des Stabes Wehrbereichskommando IV/5. Panzerdivision eingesetzt, bevor er ab Oktober 1997 seinen juristischen Vorbereitungsdienst (Referendariat) am Landgericht Mainz absolvierte und ihn im November 1999 mit dem Zweiten juristischen Staatsexamen abschloss. Von Dezember 1999 bis März 2003 war er u. a. als Kompaniechef im Jägerbataillon 1 in Berlin eingesetzt.
Bevor Weber ab Oktober 2003 am 46. Generalstabslehrgang Heer teilnahm, absolvierte er einen Sprachenlehrgang Englisch beim Bundessprachenamt in Hürth. Ab Oktober 2005 war Weber zunächst als Abteilungsleiter G 3 und ab November 2005 als Chef des Stabes der Pionierbrigade 100 in Minden eingesetzt. Im Juli 2007 erfolgte die erste ministerielle Verwendung als Generalstabsoffizier beim Stabsabteilungsleiter I im Führungsstab des Heeres (Fü H). Daran anschließend war er ab Oktober 2008 Referent bei Fü H I 1, wobei er ab Juni 2010 mit der Wahrnehmung der Aufgaben des Referatsleiters betraut war. Im Oktober 2001 übernahm er als Bataillonskommandeur das Fallschirmjägerbataillon 261 in Lebach. Ab Oktober 2013 war er Personalführer für die Generalstabsoffiziere Heeresuniformträger im Bundesamt für das Personalmanagement der Bundeswehr (BAPersBw). Zwischen Oktober 2015 und September 2016 wurde Weber im Kommando Streitkräftebasis verwendet; dem folgte eine erneute Verwendung im BAPersBw als Unterabteilungsleiter III Z. Seit April 2019 wurde er als Referatsleiter in der Abteilung Führung Streitkräfte im BMVg verwendet, ehe er im Oktober 2022 Unterabteilungsleiter G 1 im Kommando Heer wurde. Seit November 2024 ist er einer der Vizepräsidenten des BAPersBw.

## Privates
Weber ist verheiratet und hat eine Tochter.